# Юдин, Аркадий Васильевич
Аркадий Васильевич Юдин — советский хозяйственный, государственный и политический деятель.

## Биография
Родился в 1928 году. Член КПСС.
Образование высшее (окончил Архангельское мореходное училище и Ленинградский кораблестроительный институт).
С 1956 года — на хозяйственной работе на Балтийском заводе.
- В 1956—1957 годы — мастер стапельного цеха.[1]
- В 1957—1966 годы — строитель, строитель по корпусной части.[1]
- В 1966—1968 годы — главный строитель судов.[1]
- В 1968—1972 годы — заместитель директора по производству.[1]
- В 1972—1976 годы — директор Балтийского завода.[1]

Делегат XXII съезда КПСС.
Лауреат Государственной премии СССР (1973).
Умер в Ленинграде в 1976 году. Похоронен там же на Богословском кладбище (Аллея Героев).

## Награды
- Орден Октябрьской Революции[1]
- Орден «Знак Почёта»[1]